# Steinfeld (Schleswig)
Steinfeld (dänisch: Stenfelt) ist eine Gemeinde im Kreis Schleswig-Flensburg in Schleswig-Holstein.

## Geographie

### Geographische Lage
Das Gemeindegebiet von Steinfeld erstreckt sich am nördlichen Uferabschnitt der Schlei auf der Halbinsel Angeln.

### Ortsteile
Die Gemeinde umfasst 14 Ortsteile:
- Blasberg (dä: Blæsebjerg)
- Brebelholz (Bredbølskov)
- Hesselholz
- Höcht
- Höckmoos (Høgmose)
- Kalkjär (Kalkær oder Kallekjær)
- Krock (Krog)
- Osterholz (teilw., Østerskov)
- Schmedeland (teilw., Smedeland)
- Schukjär (Skovkær)
- Schwienholt (teilw., Svinholt)
- Steinfeld (Stenfelt)
- Trerberg (Trebjerg)
- Wackerade (Vakkerød[2])

### Nachbargemeinden
Das Gemeindegebiet liegt umlagert von den Nachbargemeinden Loit im Nordwesten, Süderbrarup im Norden, sowie Nottfeld im Nordosten und Ulsnis im Süden.

## Geschichte
Spuren der Besiedlung im Gebiet der heutigen Gemeinde Steinfeld lassen sich anhand von Lese- und Grabfunden bis in die Jungsteinzeit (ca. ab 4.200 v. Chr.) zurückverfolgen. Weitere Bodenfunde, vor allem das eisenzeitliche Urnengräberfeld Goldacker wie auch der wikingerzeitliche Hortfund von Haithabu-Münzen (ca. 900–950 n. Chr.) belegen wiederholt die Anwesenheit von Menschen.
Eventuell lag der Siedlungsschwerpunkt ehemals auf der Flur mit dem Namen Hemstrup beim Ortsteil Krock, der sich im oder nach dem Hochmittelalter zum heutigen Ort verlagerte. Eine kontinuierliche Siedlung mit dem Ortsnamen kann sicher ab dem 14. Jahrhundert angenommen werden. Dies folgt aus der ersten schriftlichen Erwähnung im Registrum capituli Slesvicensis um 1450, dem Verzeichnis der Einkünfte des Schleswiger Domkapitels, zu dem Steinfeld grundherrschaftlich fast ganz gehörte. Nach der Reformation, die unter dem Domkapitel im Vergleich zu den schleswig-holsteinischen Städten oder anderen Grundherrschaften erst relativ spät, wohl um 1540 durchgeführt wurde, tauchten mit der Gründung einer Brandgilde im Jahre 1614 erste Anzeichen dörflichen Gemeinschaftsbewusstseins auf. Hundert Jahre später ist Steinfeld auch Schulort. 1658 übernahm der König vom Domkapitel die Grundherrschaft über Steinfeld. Verwaltungstechnisch wurde es aber erst 1777 der Schliesharde und somit dem Amt Gottorf angegliedert. Bereits vor den gesetzlich angeordneten Agrarreformen wurde seit 1755 die Verkoppelung, die Privatisierung bisher genossenschaftlich genutzten Landes durchgeführt. Nach dem Deutsch-Dänischen Krieg erlangte Steinfeld 1871 den Status einer preußischen Gemeinde im neu gebildeten Landkreis Schleswig, der das bisherige Amt Gottorf als übergeordnete Verwaltungseinheit ablöste. Der Modernisierung der mittelalterlich-geistlichen, verwaltungstechnischen- und wirtschaftlichen Strukturen folgte in den Jahren bis zum Ersten Weltkrieg schließlich auch die technische Erneuerung:
- 1883 Anschluss an die Kreisbahn (bis 1972);
- 1885 Telegraphendienst eingerichtet;
- 1886 Gründung der Freiwilligen Feuerwehr Steinfeld;
- 1888 Gründung der genossenschaftlichen Meierei (bis 1968);
- 1896 Ansiedlung eines Arztes;
- 1900 erste Straßenbeleuchtung, Befestigung der Wege und Einrichtung von Bürgersteigen;
- 1907 Einrichtung eines eigenen Elektrizitätswerkes.

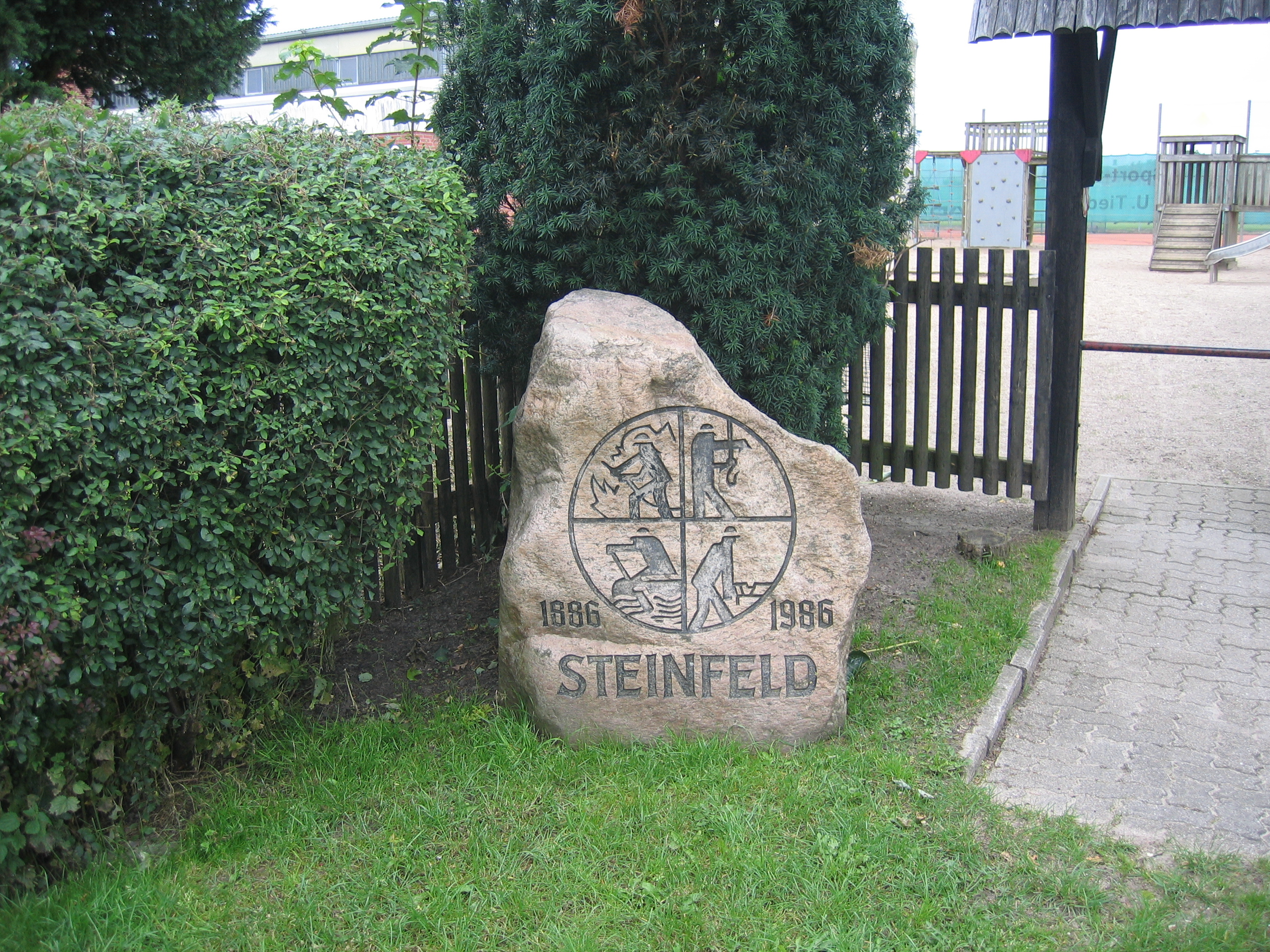
100 Jahre Freiwillige Feuerwehr Steinfeld

Der Aufschwung jener Jahre, der allerdings nicht das rasante Wachstum des benachbarten Ortes Süderbrarup erreichte, zeigt sich noch heute durch eine Reihe gründerzeitlicher Bauten. In den beiden Weltkriegen blieb das Dorf von Zerstörungen verschont. Jedoch hatten viele Steinfelder gefallene Angehörige zu beklagen. Im Jahre 1922 wurde am alten Glockenstapel in Ulsnis Steintafeln mit allen 24 Namen der gefallenen Söhne im Ersten Weltkrieg angebracht.
Um die landwirtschaftliche Produktion nach der Rekrutierung der Männer aufrechtzuerhalten, wurden während des Ersten Weltkriegs ca. 30, im Zweiten Weltkrieg 87 Kriegsgefangene eingesetzt. Die Letzteren stammten aus der Sowjetunion und Polen. Sie waren z. T. in der als Kriegsgefangenenlager eingerichteten Gastwirtschaft Jägersruh untergebracht. Die letzten Kriegstage waren von den Rückzugsbewegungen der deutschen Wehrmacht und der Reichsbehörden in das Gebiet des Landesteils Schleswig geprägt. Zudem musste eine große Menge an Flüchtlingen aus den deutschen Ostgebieten einquartiert werden, die zur Verdoppelung der ursprünglichen Bevölkerungszahl führte. In der Nachkriegszeit kam es im Rahmen der Entnazifizierung zu einem raschen Wechsel der Bürgermeister wie auch zu Verhaftungen durch die englische Besatzungsmacht, die ebenso die Flüchtlinge betrafen, unter denen sich u. a. der ehemalige Chef der Stettiner Gestapo befand. Die dänische Minderheit wuchs in der Folgezeit nicht zuletzt durch viele enttäuschte Deutsche so stark an, dass sie 1954 eine eigene Schule im Ort errichtete.
Steinfeld war von 1956 bis 1970 Verwaltungssitz des Amtes Ulsnis, bis auch die kommunalen Verwaltungen zentralisiert und zusammengefasst wurden. Die Amtszugehörigkeit wechselte im selben Jahr nach Süderbrarup.
Der Aufschwung der Nachkriegsjahre erfasste Steinfeld und löste eine Modernisierungs- aber auch eine Rationalisierungswelle aus, die den endgültigen Wandel vom landwirtschaftlich geprägten Dorf zum heutigen Wohndorf zur Folge hatte. Das rasante Wachstum des Autoverkehrs erforderte die Asphaltierung der Wege und Straßen, die in Steinfeld seit Mitte der 1950er Jahre erfolgte. Den Anfang machte die Anpassung der verkehrstechnischen Infrastruktur an dem rasanten Wachstum des Autoverkehrs durch die Asphaltierung der Straßen und Wege seit Ende der fünfziger Jahre.
Die technische Modernisierung der Landwirtschaft führte zu einer drastischen Schrumpfung der Anzahl der u. a. durch die Flurbereinigung (1962–1972) vergrößerten Bauernhöfe. Sie sind aber immer noch zusammen mit der Mühle und der Schmiede ein charakteristischer Teil des Dorfbilds, wenn auch die Meierei 1968 schließen musste. Ebenso sank die Zahl der anderen Gewerbebetriebe auf einen Bruchteil der ursprünglichen Größe. Die Versorgungsfunktionen gingen auf die benachbarten Zentralorte wie Süderbrarup, Schleswig und Kappeln über, die bei dem jetzigen Stand der fast vollständigen Mobilität von den Einwohnern bequem erreicht werden konnten. Um den damit einhergehenden Schwund an gemeinschaftlicher Identität entgegenzuwirken, wurde seitens der Gemeinde versucht, dörflichen Einrichtungen zu stärken, wie z. B. durch die Trägerschaft des Ladens in der ehemaligen Meierei oder der Einrichtung eines Dorf-Gemeinschaftshauses.

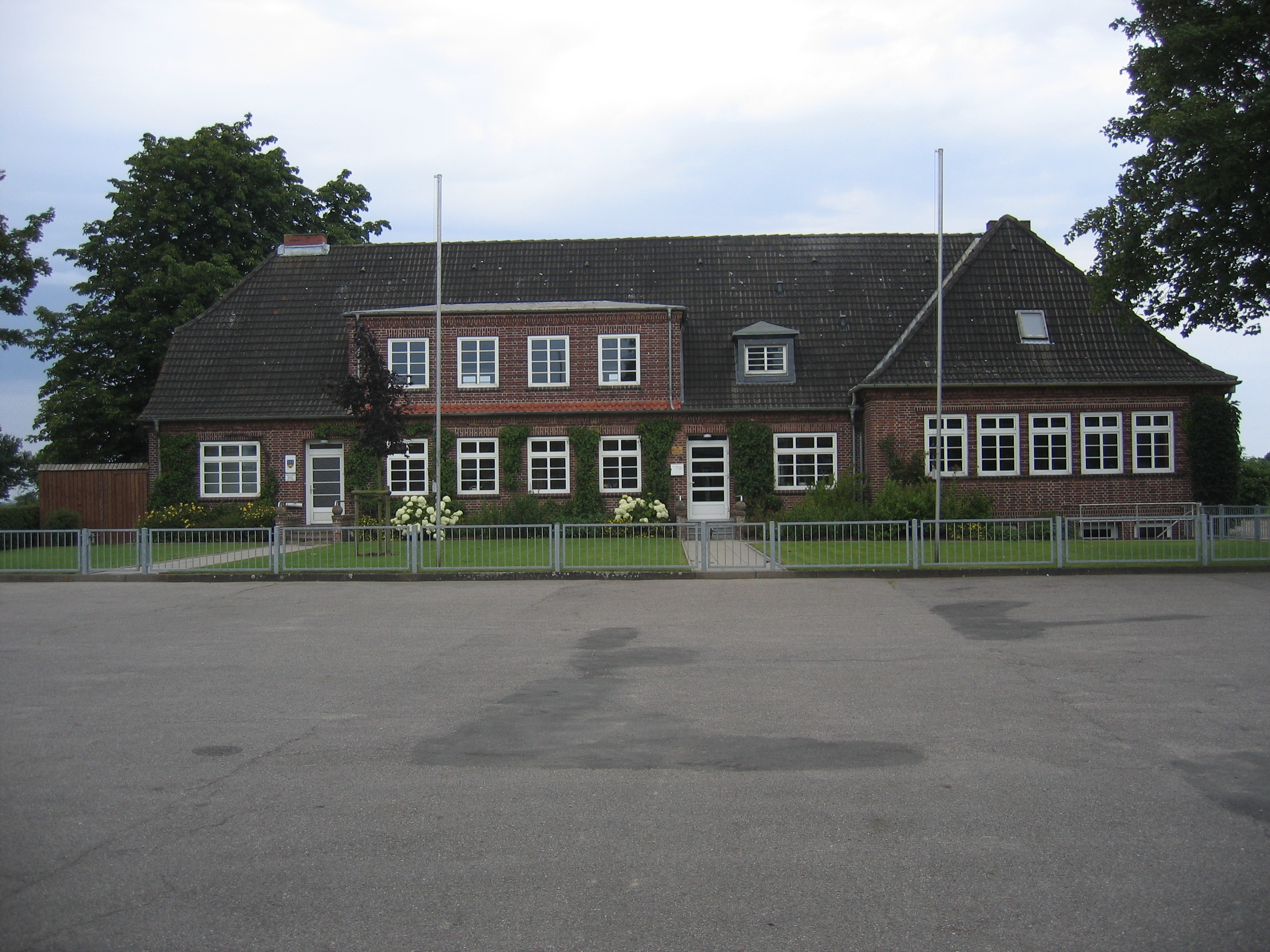
Die Grundschule

Die Grundschule konnte bis zur Zusammenlegung mit anderen Schulen bis 2017 im Dorf gehalten werden. 1973 war eine Turnhalle gebaut worden, die die Schüler und der Sportverein nutzen können. Kulturabende, Dorfwochen, Feuerwehr- und Gesangsvereinsbälle zeugen auch heute noch von einem regen Dorfleben. Die Anlage der Neubaugebiete Goldacker (1978) und Toft (2000) führten sogar zu einer Vergrößerung des Dorfes.

## Politik

### Gemeindevertretung
Bei der Kommunalwahl am 14. Mai 2023 wurden insgesamt elf Sitze vergeben. Von diesen erhielt die Kommunale Wählergemeinschaft Steinfeld sechs Sitze, die CDU drei und die Partei Bürger*innen für Steenfeld zwei Sitze.

### Bürgermeister
Für die Wahlperiode 2013–2018 wurde Heinrich Buch (SPD) erneut zum Bürgermeister gewählt. Danach wurde Wolfgang Hinz (KWS) Bürgermeister der Gemeinde. Seit Mai 2022 ist Wibke Uck (KWS) Bürgermeisterin.

### Wappen
Blasonierung: „Geteilt. Oben in Blau drei goldene Ähren nebeneinander, unten in Gold zwei schwarze Steine über einer golden verzierten schwarzen Urne.“
Die Ähren repräsentieren die Landwirtschaft und ihre goldene Tinktur soll die Fruchtbarkeit des Bodens in Angeln betonen. Die Steine weisen auf den Ortsnamen und die Urne auf vorgeschichtliche Besiedlungsspuren im Gemeindegebiet hin. Die Farben des Schildes sind die Landesfarben des Herzogtums Schleswig.
Das Wappen wurde nach dem Zweiten Weltkrieg in Ermangelung von Dienstsiegeln, die frei von nationalsozialistischen und kaiserlichen Symbolen sind, von der Gemeinde gewählt und von der britischen Militärregierung genehmigt.

### Verwaltung
Die Kommunalverwaltung wird vom Amt Süderbrarup durchgeführt.

## Wirtschaft und Infrastruktur
Die Wirtschaft des Orts ist durch die Landwirtschaft und durch Gewerbebetriebe geprägt.
Durch Steinfeld verläuft die Kreisstraße 119 von Süderbrarup nach Schleswig. Die Kreisstraße 47 führt von Steinfeld nach Loit zur Bundesstraße 201.
Steinfeld (Schleswig) lag an der am 15. Mai 1883 eröffneten Bahnstrecke der Schleswiger Kreisbahn. Bis zum 27. Mai 1972 wurde Personenverkehr durchgeführt, während ein Güterzug letztmals am 30. Juni 1980 die Strecke befuhr. Der Bahnhof befand sich in der Raiffeisenstraße. Die Trasse ist nach dem Abbau der Gleisanlagen zwischen Schleswig und Süderbrarup zu einem Radwanderweg umgebaut worden.
Steinfeld hatte bis 2017 eine Grundschule, die Schleidörferschule.

## Vereine
In Steinfeld sind zwei Sportvereine ansässig: der TSV Schleiharde, der im Jahr 2000 durch Fusion des TSV Ulsnis/Steinfeld mit dem TSV Loit hervorgegangen ist sowie der FC Angeln 02, der ausschließlich Fußball anbietet.
Daneben gibt es den Männergesangsverein „Hoffnung“ Steinfeld-Ulsnis, den DRK-Ortsverband Ulsnis-Steinfeld und den HSV-Fanclub „Schlei-Raute“.

## Persönlichkeiten

### In Steinfeld geboren
- Nicolaus Mattsen (* 14. März 1847; † 27. November 1924), Reichstags- und Landtagsabgeordneter
- Adolf Petersen (* 20. Mai 1874; † 22. August 1949), Postmeister, Lokalpolitiker und -historiker

### Mit Steinfeld verbunden
- Wolfgang Gruner (* 20. September 1926 in Rathenow; † 16. März 2002 in Berlin), deutscher Kabarettist, Schauspieler und Regisseur
- Ernst „Larry“ Evers (* 18. April 1951; † 25. Mai 2014), Gründungsmitglied der Band Godewind, Sohn der ehemaligen Pächterin von Jägersruh

## Weiterführende Literatur
- Detlef Lille: Die Steinfelder Chronik. Steinfeld 1979.